# ادبلاک پلاس
اَدبلاک پلاس (به انگلیسی: Adblock Plus) نام یکی از افزونه‌های رایگان و متن باز مرورگر فایرفاکس و مرورگر کروم می‌باشد که کاربر با استفاده از آن می‌تواند آن بخش از عناصر و محتویات یک صفحهٔ وب همچون تبلیغات را که خواهان نمایشش نمی‌باشد را فیلتر نماید.
این افزونه انشعابی از افزونه قدیمی ادبلاک (به انگلیسی: Adblock) است و بهبودهایی در رابط کاربری، اشتراک‌های فیلتر و پنهان‌سازی عناصر روی آن اعمال شده است. ادبلاک پلاس یکی از محبوب‌ترین افزونه‌های فایرفاکس به شمار می‌رود.

## جوایز
مجلهٔ پی‌سی ورلد افزونهٔ ادبلاک پلاس را به عنوان یکی از ۱۰۰ محصول برتر سال ۲۰۰۷ برگزیده است.

## طرز کار
ادبلاک همچون فایرفاکس که عکس‌ها را فیلتر می‌کند کار می‌کند. با این تفاوت که ادبلاک HTTP و HTTPS کنترل می‌کند و همانند یک فایروال از درخواست برای گرفتن اطلاعات جلوگیری می‌کند.

## ادبلاک در اندروید
این برنامه در دستگاه‌های روت شده کار می‌کند و حتی در رابطه داده‌های شبکه موبایل صدق می‌کند. این در حالی است که در گوشی‌های روت نشده تحت پروکسی‌های از پیش تعیین شده و فقط در شبکه وای فای کار می‌کند.

## ادبلاک فارسی
ادبلاک فارسی مجموعه‌ای از فیلترهای جمع‌آوری شده برای بلاک کردن تبلیغات در سایت‌های فارسی است و به مرور زمان در حال بروزرسانی می‌باشد. با افزودن این فهرست به افزونه ادبلاک می‌توان تبلیغات سایت‌های فارسی زبان را نیز حذف نمود.

## مقالات مرتبط
- AdBlock (یک افزونه مشابه ادبلاک پلاس برای مرورگرهای کروم، فایرفاکس و غیره)